# Liste der Naturdenkmale im Landkreis Offenbach
Die Liste der Naturdenkmale im Landkreis Offenbach nennt die Listen der in den Städten und Gemeinden im Landkreis Offenbach in Hessen gelegenen 60 Naturdenkmale. Es sind insgesamt 50 Einzelbäume beziehungsweise Baumreihen, drei Steinbrüche, eine Basaltwand, ein Basaltschlot, zwei eiszeitliche Sanddünen und drei Feuchtbiotope
| Ort              | Liste                                       | Anzahl der Naturdenkmale |
| ---------------- | ------------------------------------------- | ------------------------ |
| Dietzenbach      | Liste der Naturdenkmale in Dietzenbach      | 02                       |
| Dreieich         | Liste der Naturdenkmale in Dreieich         | 20                       |
| Egelsbach        | Liste der Naturdenkmale in Egelsbach        | 02                       |
| Hainburg         | Liste der Naturdenkmale in Hainburg         | 01                       |
| Heusenstamm      | Liste der Naturdenkmale in Heusenstamm      | 03                       |
| Langen (Hessen)  | Liste der Naturdenkmale in Langen (Hessen)  | 11                       |
| Mainhausen       | Liste der Naturdenkmale in Mainhausen       | 02                       |
| Mühlheim am Main | Liste der Naturdenkmale in Mühlheim am Main | 02                       |
| Neu-Isenburg     | Liste der Naturdenkmale in Neu-Isenburg     | 02                       |
| Obertshausen     | Liste der Naturdenkmale in Obertshausen     | 02                       |
| Rodgau           | Liste der Naturdenkmale in Rodgau           | 04                       |
| Rödermark        | Liste der Naturdenkmale in Rödermark        | 02                       |
| Seligenstadt     | Liste der Naturdenkmale in Seligenstadt     | 05                       |

## Belege und Anmerkungen
1. ↑  
Naturdenkmal. www.kreis-offenbach.de, abgerufen am 7. April 2020.